# Lista de prefeitos de Muriaé
Esta é a lista de prefeitos e vice-prefeitos do município de Muriaé, estado brasileiro de Minas Gerais.
O cargo de prefeito no Brasil, foi criado em 11 de abril de 1835, pela assembleia provincial paulista, em reação aos amplos poderes conferidos pelo Código de Processo Criminal de 1832 às câmaras municipais. Seguiram o exemplo paulista seis províncias do nordeste brasileiro (Alagoas, Ceará, Maranhão, Paraíba, Pernambuco e Sergipe).
Sob a vigente ordem constitucional, essa designação é dada ao funcionário público do Poder Executivo municipal, que exerce seu cargo em função de uma legislatura (mandato), sendo para tanto eleito a cada quatro anos, podendo ser reeleito por mais 4 anos (segundo mandato).
Funções
O poder executivo municipal chefia a administração e comanda os serviços públicos, tendo como comandante o prefeito.
A partir da constituição brasileira de 1934, o cargo de prefeito passou a ser o único, em todo o Brasil, ao qual estão atribuídas as funções de chefe do poder executivo do governo local, em simetria aos chefes dos executivos da União e do estado, portanto, em forma monocrática. Este texto quer dizer que deverá haver harmonia e integração de ação entre as esferas envolvidas sem a intervenção de uma na outra, exceto nos casos previstos na Constituição Federal.
Eleições
O prefeito é eleito por sufrágio universal, secreto, direto, em pleito simultâneo em todo o País, realizado a cada quatro anos, no primeiro domingo de outubro.
E trinta dias após tem lugar o segundo turno, se o eleito em primeiro lugar não atingir 50% dos votos válidos mais um voto, no caso de municípios com mais de duzentos mil eleitores.
Conforme a legislação eleitoral atual no Brasil para tornar-se elegível, exige-se uma série de requisitos;
- Possuir nacionalidade brasileira ou portuguesa (neste caso, o cidadão português deve se encontrar amparado pelo Estatuto de Igualdade entre Portugueses e Brasileiros),
- Título de eleitor em dia e estar em gozo pleno do exercício dos direitos políticos,
- Domicilio eleitoral na circunscrição na qual o candidato se apresenta,
- Filiação partidária,
- Ser alfabetizado (tópico invalidado pela atual constituição brasileira de 1988),
- Desincompatibilização de cargo público — Se ocupa um cargo público deve sair seis meses antes das eleições e voltar caso possa só após seis meses ao pleito eleitoral,
- Renúncia de outro mandado até seis meses antes do pleito e não ser parente afim ou consangüíneo, até segundo grau, ou cônjuge de titular de cargo eletivo; pode, entretanto, ser candidato à reeleição (artigo 14 da Constituição),
- Ter idade mínima de 21 anos.

| Nº | Nome                                    | Imagem                | Partido                                          | Início do mandato       | Fim do mandato                          | Observações                                                                                          |
| -- | --------------------------------------- | --------------------- | ------------------------------------------------ | ----------------------- | --------------------------------------- | --- |
| 1  | Manoel Fortunato Pinto                  |                       | Partido Conservador PC                           | 1° de fevereiro de 1861 | 17 de janeiro de 1866                   | |
| 2  | Manoel Garcia de Mattos                 |                       | Partido Liberal PL                               | 18 de janeiro de 1866   | 31 de dezembro de 1868                  | |
| 3  | Miguel Eugênio Monteiro de Barros       |                       | Partido Conservador PC                           | 1° de janeiro de 1869   | 31 de dezembro de 1874                  | |
| 4  | Luiz Orozimbo                           |                       | Partido Conservador PC                           | 1° de janeiro de 1875   | 31 de dezembro de 1878                  | |
| 5  | Jerônimo Máximo Versiani e Castro       |                       | Partido Conservador PC                           | 1° de janeiro de 1879   | 31 de dezembro de 1880                  | |
| 6  | José Maurício de Magalhães              |                       | Partido Conservador PC                           | 1° de janeiro de 1881   | 31 de dezembro de 1882                  | |
| 7  | Domiciano Antônio Monteiro de Castro    |                       | Partido Liberal PL                               | 1° de janeiro de 1883   | 31 de dezembro de 1884                  | |
| 8  | João Freitas                            |                       | Partido Liberal PL                               | 1° de janeiro de 1885   | 16 de maio de 1887                      | |
| 9  | Jerônimo Máximo Versiani e Castro       |                       | Partido Republicano Mineiro PRM                  | 18 de maio de 1887      | 31 de dezembro de 1889                  | |
| 10 | José Maria Figueiredo Ramos             |                       | Partido Republicano Mineiro PRM                  | 1° de janeiro de 1890   | 31 de dezembro de 1890                  | |
| 11 | Antônio Dias Duarte                     |                       | Partido Republicano Mineiro PRM                  | 1° de janeiro de 1891   | 31 de dezembro de 1892                  | |
| 12 | João Crisóstomo Leopoldino de Magalhães |                       | Partido Republicano Mineiro PRM                  | 1° de janeiro de 1893   | 6 de fevereiro de 1894                  | |
| 13 | Manoel Corrêa do Prado                  |                       | Partido Republicano Mineiro PRM                  | 7 de fevereiro de 1894  | 14 de março de 1894                     | |
| 14 | João Crisóstomo Leopoldino de Magalhães |                       | Partido Republicano Mineiro PRM                  | 15 de março de 1894     | 31 de dezembro de 1897                  | |
| 15 | Luiz Gonzaga da Silva                   |                       | Partido Republicano Mineiro PRM                  | 1° de janeiro de 1898   | 31 de dezembro de 1900                  | |
| 16 | Júlio César Susano Brandão              |                       | Partido Republicano Mineiro PRM                  | 1° de janeiro de 1901   | 10 de janeiro de 1903                   | |
| 17 | João Baptista Gonçalves de Oliveira     |                       | Partido Republicano Mineiro PRM                  | 11 de janeiro de 1903   | 31 de dezembro de 1904                  | |
| 18 | Antônio da Silveira Brum                |                       | Partido Republicano Mineiro PRM                  | 1° de janeiro de 1905   | 4 de março de 1916                      | |
| 19 | Olavo Tostes                            |                       | Partido Republicano Mineiro PRM                  | 5 de março de 1916      | 31 de dezembro de 1917                  | |
| 20 | Antônio da Silveira Brum                |                       | Partido Republicano Mineiro PRM                  | 1° de janeiro de 1918   | 31 de dezembro de 1918                  | |
| 21 | Antônio José da Silva Freitas           |                       | Partido Republicano Mineiro PRM                  | 1° de janeiro de 1919   | 31 de dezembro de 1919                  | |
| 22 | Antônio da Silveira Brum                |                       | Partido Republicano Mineiro PRM                  | 1° de janeiro de 1920   | 6 de abril de 1920                      | |
| 23 | Antônio José Monteiro de Castro         |                       | Partido Republicano Mineiro PRM                  | 7 de abril de 1920      | 31 de dezembro de 1920                  | |
| 24 | Izalino Romualdo da Silva               |                       | Partido Republicano Mineiro PRM                  | 1° de janeiro de 1921   | 31 de dezembro de 1926                  | |
| 25 | Edmundo Rodrigues Germano               |                       | Partido Republicano Mineiro PRM                  | 1° de janeiro de 1927   | 31 de dezembro de 1930                  | |
| 26 | Orlando Barbosa Flores                  |                       | Partido Republicano Mineiro PRM                  | 1° de janeiro de 1931   | 31 de dezembro de 1935                  | |
| 27 | Rodrigo Rogério Duarte de Castro        |                       | Partido Republicano Mineiro PRM                  | 1° de janeiro de 1936   | 3 de fevereiro de 1936                  | |
| 28 | Francisco Alves Assis Pereira           |                       | Partido Republicano Mineiro PRM                  | 4 de fevereiro de 1936  | 6 de agosto de1939                      | |
| 29 | Geraldo Starling Soares                 |                       | Partido Progressista PP                          | 7 de agosto de 1939     | 31 de dezembro de 1944                  | |
| 30 | Pio Soares Canêdo                       |                       | Partido Social Democrático PSD                   | 1° de janeiro de 1945   | 8 de outubro de 1946                    | |
| 31 | Antônio José Monteiro de Castro Júnior  |                       | Partido Social Democrático PSD                   | 9 de outubro de 1946    | 16 de maio de 1947                      | |
| 32 | Francisco Theodoro Alves Filho          |                       | Partido Social Democrático PSD                   | 17 de maio de 1947      | 28 de julho de 1947                     | |
| 33 | Antônio José Monteiro de Castro Júnior  |                       | Partido Social Democrático PSD                   | 29 de julho de 1947     | 30 de janeiro de 1948                   | |
| 34 | Cândido José Monteiro de Castro         |                       | União Democrática Nacional UDN                   | 31 de janeiro de 1948   | 30 de janeiro de 1951                   | Prefeito eleito em sufrágio universal                                                                |
| 35 | Dante Bruno                             |                       | Partido Social Democrático PSD                   | 31 de janeiro de 1951   | 3 de janeiro de 1955                    | Prefeito eleito em sufrágio universal                                                                |
| 36 | Antônio Soares Canêdo                   |                       | Partido Social Democrático PSD                   | 31 de janeiro de 1955   | 30 de janeiro de 1959                   | Prefeito eleito em sufrágio universal                                                                |
| 37 | Dante Bruno                             |                       | Partido Social Democrático PSD                   | 31 de janeiro de 1959   | 30 de janeiro de 1963                   | Prefeito eleito em sufrágio universal                                                                |
| 38 | Hélio Alves Araújo                      |                       | União Democrática Nacional UDN                   | 31 de janeiro de 1963   | 30 de janeiro de 1967                   | Prefeito eleito em sufrágio universal                                                                |
| 39 | João Braz                               |                       | Aliança Renovadora Nacional ARENA                | 31 de janeiro de 1967   | 30 de janeiro de 1971                   | Prefeito eleito em sufrágio universal                                                                |
| 40 | Cândido José Monteiro de Castro         |                       | Aliança Renovadora Nacional ARENA                | 31 de janeiro de 1971   | 31 de janeiro de 1973                   | Prefeito eleito em sufrágio universal                                                                |
| 41 | Paulo Fraga                             |                       | Aliança Renovadora Nacional ARENA                | 1° de fevereiro de 1973 | 31 de janeiro de 1977                   | Prefeito eleito em sufrágio universal                                                                |
| 42 | João Braz                               |                       | Aliança Renovadora Nacional ARENA                | 1° de fevereiro de 1977 | 30 de janeiro de 1982                   | Prefeito eleito em sufrágio universal                                                                |
| 43 | Hamilton Marinho                        |                       | Partido Democrático Social PDS                   | 31 de janeiro de 1982   | 31 de dezembro de 1983                  | Vice                                                                                                 |
| 44 | Paulo de Oliveira Carvalho              |                       | Partido do Movimento Democrático Brasileiro PMDB | 1° de fevereiro de 1983 | 31 de dezembro de 1988                  | Prefeito eleito em sufrágio universal                                                                |
| 45 | Christiano Augusto Bicalho Canêdo       |                       | Partido Trabalhista Brasileiro PTB               | 1° de janeiro de 1989   | 31 de dezembro de 1992                  | Prefeito eleito em sufrágio universal                                                                |
| 46 | Paulo de Oliveira Carvalho              |                       | Partido do Movimento Democrático Brasileiro PMDB | 1° de janeiro de 1993   | 31 de dezembro de 1996                  | Prefeito eleito em sufrágio universal                                                                |
| 47 | Carlos Fernando Costa                   |                       | Partido Trabalhista Brasileiro PTB               | 1° de janeiro de 1997   | 31 de dezembro de 2000                  | Prefeito eleito em sufrágio universal                                                                |
| 48 | Odilon Paiva Carvalho                   |                       | Partido do Movimento Democrático Brasileiro PMDB | 1° de janeiro de 2001   | 31 de dezembro de 2004                  | Prefeito eleito em sufrágio universal                                                                |
| 49 | José Braz                               |                       | Progressistas PP                                 | 1° de janeiro de 2005   | 31 de dezembro de 2012                  | Prefeito eleito em sufrágio universal e posteriormente reeleito. Eleição municipal de Muriaé em 2008 |
| 50 | Aloysio Navarro de Aquino               |                       | Partido da Social Democracia Brasileira PSDB     | 1° de janeiro de 2013   | 31 de dezembro de 2016                  | Prefeito eleito em sufrágio universal                                                                |
| 51 | Ioannis Konstantinos Grammatikopoulos   |                       | Democratas DEM                                   | 1° de janeiro de 2017   | 31 de dezembro de 2020                  | Prefeito eleito em sufrágio universal                                                                |
| 52 | José Braz                               |                       | Progressistas PP                                 | 1° de janeiro de 2021   | 5 de junho de 2022                      | Prefeito eleito em sufrágio universal, posteriormente faleceu no exercício da função.                |
| 53 | Marcos Guarino de Oliveira              |                       | Partido Socialista Brasileiro PSB                | 6 de junho de 2022      | 31 de dezembro de 2024                  | Vice-prefeito eleito no cargo de forma definitiva por motivo de falecimento do titular               |
| 53 | Marcos Guarino de Oliveira              | 1° de janeiro de 2025 | Partido Socialista Brasileiro PSB                | Atualidade              | Prefeito reeleito em sufrágio universal | |